# Starrtjärnen (Särna socken, Dalarna, 682686-138008)
Starrtjärnen är en sjö i Älvdalens kommun i Dalarna och ingår i Dalälvens huvudavrinningsområde. Sjön har en area på 0,127 kvadratkilometer och ligger 548 meter över havet. Sjön avvattnas av vattendraget Mellentjänsbäcken.

## Delavrinningsområde
Starrtjärnen ingår i det delavrinningsområde (682775-137951) som SMHI kallar för Mynnar i Trängseldammen. Medelhöjden är 555 meter över havet och ytan är 10,2 kvadratkilometer. Det finns inga avrinningsområden uppströms utan avrinningsområdet är högsta punkten. Mellentjänsbäcken som avvattnar avrinningsområdet har biflödesordning 2, vilket innebär att vattnet flödar genom totalt 2 vattendrag innan det når havet efter 410 kilometer. Avrinningsområdet består mestadels av skog (50 procent) och sankmarker (42 procent). Avrinningsområdet har 0,82 kvadratkilometer vattenytor vilket ger det en sjöprocent på 8,1 procent.